# Pseuderanthemum aubertii
Pseuderanthemum aubertii är en akantusväxtart som beskrevs av Raymond Benoist. Pseuderanthemum aubertii ingår i släktet Pseuderanthemum och familjen akantusväxter. Inga underarter finns listade i Catalogue of Life.